# The Prince (serie animata)
The Prince è una sitcom animata statunitense creata da Gary Janetti e distribuita da HBO Max.
La serie, originariamente prevista per la primavera del 2021, è stata resa disponibile negli Stati Uniti il 29 luglio 2021. Il 16 febbraio 2022, HBO Max cancella la serie dopo una singola stagione

## Trama
La serie si concentra sul principe George, di otto anni, che rende la vita difficile alla sua famiglia e alla monarchia britannica.

## Episodi
| Stagione       | Episodi | Pubblicazione USA | Pubblicazione Italia |
| -------------- | ------- | ----------------- | -------------------- |
| Prima stagione | 12      | 29 luglio 2021    | Inedito              |

## Cast
- Gary Janetti dà la voce al Principe George[1]
- Orlando Bloom dà la voce al Principe Harry[1]
- Condola Rashād dà la voce a Meghan Markle[1]
- Lucy Punch dà la voce a Catherine Middleton[1]
- Alan Cumming dà la voce a Owen[1]
- Frances de la Tour dà la voce alla Regina Elisabetta[1]
- Iwan Rheon dà la voce al Principe William[1]
- Sophie Turner dà la voce alla Principessa Charlotte[3]
- Dan Stevens dà la voce al Principe Carlo e al Principe Filippo[4]

## Produzione
Nel aprile del 2021, Janetti inizia a pubblicare cortometraggi parodistici sui personaggi sul suo Instagram non facenti parte della serie.
La serie era inizialmente prevista per la fine della primavera del 2021 ma, il 9 maggio 2021, viene annunciato che la serie sarebbe stata posticipata a causa della morte del Principe Filippo.
Il 28 luglio 2021, HBO Max ha annunciato che la serie sarebbe uscita il giorno successivo, con 12 episodi.

## Accoglienza
La serie è stata stroncata dalla critica, che l'ha definita volgare, ingiusta e inappropriata nella sua satira della famiglia reale britannica, e in particolare dei principi bambini George, Charlotte e Louis.